# Juegos Asiáticos de la Juventud 2013
Los II Juegos Asiáticos de la Juventud 2013 se realizaron en Nankín, República Popular de China del 16 al 24 de agosto de 2013, aunque el torneo de balonmano masculino comenzó 3 días antes de la ceremonia de apertura. Al igual que la edición inaugural, Singapur 2009, los juegos servirán como ensayo general para los próximos Juegos Olímpicos de la Juventud 2014, que también tendrá lugar en la misma ciudad.
El 13 de noviembre de 2010, se celebró el 29 º Congreso de la OCA en Guangzhou, China y asistieron el presidente Ahmad Al-Fahad Al-Sabah, el presidente del Consejo Olímpico de Asia y el del Comité Olímpico Internacional, Jacques Rogge. La Asamblea General aprobó una resolución de unos Juegos Asiáticos de la Juventud de 2013, y se decidió su realización en Nankín, provincia de Jiangsu, China.

## Mascota
La mascota de los Juegos Asiáticos de la Juventud 2013 se dio a conocer en Nankín el 31 de octubre de 2012. La mascota se llama Yuan Yuan, se basa en la imagen de Eosimias sinensis, el primate más alta hasta la fecha más temprana que se encuentra en Jiangsu.

## Deportes
Este programa cuenta con 118 eventos en 15 deportes: Deportes acuáticos (incluyendo la natación y el buceo), Atletismo, Bádminton, baloncesto 3vs3, esgrima, fútbol, golf, balonmano, judo, rugby, tiro, squash, tenis de mesa, tenis, levantamiento de pesas.
| - Atletismo - Bádminton - Baloncesto - Balonmano - Esgrima - Golf - Halterofilia - Judo - Deportes acuáticos: - Natación - Saltos - Taekwondo - Tiro olímpico - Fútbol - Rugby 7 - Tenis - Tenis de mesa |

## Medallero
En violeta, el país local.
| Núm. | País            | Oro | Plata | Bronce | Total |
| ---- | --------------- | --- | ----- | ------ | ----- |
| 1    | China           | 46  | 23    | 24     | 93    |
| 2    | Corea del Sur   | 25  | 13    | 14     | 52    |
| 3    | Japón           | 7   | 5     | 6      | 18    |
| 4    | Tailandia       | 6   | 15    | 16     | 37    |
| 5    | China Taipéi    | 6   | 11    | 13     | 30    |
| 6    | Singapur        | 5   | 12    | 6      | 23    |
| 7    | Vietnam         | 5   | 4     | 2      | 11    |
| 8    | Malasia         | 4   | 6     | 7      | 17    |
| 9    | Corea del Norte | 4   | 2     | 5      | 11    |
| 10   | Equipo Mixto    | 3   | 4     | 7      | 14    |